# Стюарт Вільямс
Стюарт Вільямс (англ. Stuart Williams; 9 липня 1930, Рексем — 5 листопада 2013, Саутгемптон) — валлійський футболіст, захисник. По завершенні ігрової кар'єри — футбольний тренер.
Як гравець насамперед відомий виступами за клуби «Вест-Бромвіч Альбіон» та «Саутгемптон», а також національну збірну Уельсу.

## Клубна кар'єра
Вихованець футбольної школи клубу «Рексем». Дорослу футбольну кар'єру розпочав 1949 року в основній команді того ж клубу, в якій провів один сезон, взявши участь лише у 5 матчах чемпіонату.
Втім, своєю грою за цю команду привернув увагу представників тренерського штабу клубу «Вест-Бромвіч Альбіон», до складу якого приєднався 1950 року. Відіграв за клуб з Вест-Бромвіча наступні дванадцять сезонів своєї ігрової кар'єри.
1962 року перейшов до клубу «Саутгемптон», за який відіграв 4 сезони. Більшість часу, проведеного у складі «Саутгемптона», був основним гравцем захисту команди. Завершив професійну кар'єру футболіста виступами за команду «Саутгемптон» у 1966 році.

## Виступи за збірну
1954 року дебютував в офіційних матчах у складі національної збірної Уельсу. Протягом кар'єри у національній команді, яка тривала 12 років, провів у формі головної команди країни 43 матчі.
У складі збірної був учасником чемпіонату світу 1958 року у Швеції.

## Кар'єра тренера
Розпочав тренерську кар'єру, повернувшись до футболу після невеликої перерви, 1971 року, увійшовши до тренерського штабу клубу «Саутгемптон».
Останнім місцем тренерської роботи був норвезький клуб «Вікінг», команду якого Стюарт Вільямс очолював як головний тренер 1974 року.